# Giovanni Lajolo
Giovanni Cardeal Lajolo (Novara, 3 de Janeiro de 1935) é um cardeal italiano e Presidente-emérito da Pontifícia Comissão para o Estado da Cidade do Vaticano.
O Cardeal Lajolo atuou como Secretário para as Relações com os Estados da Secretaria de Estado do Vaticano, ou Ministro dos Negócios Estrangeiros da Cidade do Vaticano, a partir de 2003, até à sua nomeação como presidente em 2006. Ele fala italiano, alemão, inglês e francês.
Estudou no Seminário de Novara, no Seminário Pontifício Romano e na Pontifícia Universidade Gregoriana, onde ele obteve uma licenciatura em filosofia em 1955 e uma licenciatura em Teologia em 1959. Ele entrou na Universidade de Munique, onde estudou um doutoramento da lei canônica, pelo qual foi premiado em 1965. Então, em 1965, ele entrou na elite da Pontifícia Academia Eclesiástica para estudar diplomacia, saindo em 1968.
Entrou ao serviço da Secretaria de Estado em 1970. Ele trabalhou no nunciatura na Alemanha, colaborando com Corrado Bafile, futuro cardeal, de 1970 a Novembro de 1974. Foi um membro da equipe do Conselho de Assuntos Públicos da Igreja de Novembro de 1974. Foi nomeado conselheiro de nunciature em 1 de Janeiro de 1983, e depois, seguiu atentamente as negociações que levaram à assinatura, em 1984, da revisão da concordata entre a Itália e a Santa Sé.
Em 3 de Outubro de 1988, ele foi nomeado secretário da Administração do Patrimônio da Sé Apostólica pelo Papa João Paulo II, o titular, e foi ordenado Bispo de Caesariana pelo mesmo papa em 6 de Janeiro de 1989. Serviu na Cúria Romana, nesse cargo, até ser nomeado núncio à Alemanha, em 7 de Dezembro de 1995, actuando como nuncio até à sua nomeação como secretário para as Relações com os Estados.
Em 22 de Junho de 2006, o Papa Bento XVI anunciou a sua nomeação como presidente da Pontifícia Comissão para o Estado da Cidade do Vaticano e presidente do Governo da Cidade do Vaticano, o que produziu efeitos em 15 de Setembro de 2006. Em 17 de Outubro de 2007, o Papa Bento XVI anunciou que iria aderir Lajolo no Colégio dos Cardeais. Lajolo foi elevado ao Colégio dos Cardeais no Consistório Ordinário Público de 2007, sendo-lhe imposto o barrete cardinalício em 24 de Novembro.

## Conclaves
- Conclave de 2013 - participou da eleição de Jorge Mario Bergoglio como Papa Francisco.